# حيرام فولر
حيرام فولر (بالإنجليزية: Hiram Fuller)‏ (و. 1981  م) هو لاعب كرة سلة من الولايات المتحدة، وليبيا، مركز لعبه هو لاعب هجوم قوي الجسم.

## روابط خارجية
- حيرام فولر على موقع الاتحاد الدولي لكرة السلة (الإنجليزية)
- حيرام فولر على موقع إن بي أي (الإنجليزية)
- حيرام فولر على موقع سبورتس رفرنس (الإنجليزية)
- حيرام فولر على موقع كرة السلة الأوروبية.كوم (الإنجليزية)
- حيرام فولر على موقع كلية كرة السلة في سبورتس رفرنس.كوم (الإنجليزية)
- حيرام فولر على موقع ريلجم (الإنجليزية)
- حيرام فولر على موقع بروبوليرز (الإنجليزية)
- حيرام فولر على موقع سبورتس رفرنس (الإنجليزية)